# Sergentomyia gombaki
Sergentomyia gombaki är en tvåvingeart som först beskrevs av Lewis och Warton 1963.  Sergentomyia gombaki ingår i släktet Sergentomyia och familjen fjärilsmyggor. Inga underarter finns listade i Catalogue of Life.